# Marktstefter Tännig
Der Marktstefter Tännig ist ein Naturschutzgebiet in den Gemarkungen von Marktsteft, seinem Gemeindeteil Michelfeld und Kitzingen-Hohenfeld im unterfränkischen Landkreis Kitzingen. 

## Lage
Es erstreckt sich südlich von Hohenfeld und südwestlich von Sickershausen, beide  Ortsteile der Großen Kreisstadt Kitzingen. Der größte Teil des Gebietes ist allerdings auf den Flächeneinheiten der Gemeinde Marktsteft zu finden. Nordwestlich verläuft die Staatsstraße 2271 und fließt der Main, östlich verläuft die KT 23 und südlich die Staatsstraße 2420. Es liegt in der mainnahen Mainbernheimer Ebene, die Teil der Kitzinger Mainebene im Steigerwaldvorland ist. Das Gebiet wird heute von mehreren unterirdisch verlaufenden Stromtrassen durchschnitten. 

## Beschreibung
Mit Beschluss vom 26. September 1996 wurde das Naturschutzgebiet Marktstefter Tännig durch Verordnung der Regierung von Unterfranken ausgewiesen. Zunächst umfasste es ein Areal von ca. 75,7 Hektar, heute nimmt es noch eine Fläche von etwa 74 Hektar ein. Schutzziel ist der Erhalt der hier anzutreffenden, landschaftsprägenden Flurlage aus nischenreichen Waldparzellen, trockenen Sandstandorten und tonschichtabhängigen Feuchtflächen. Hier haben sich die für das Steigerwaldvorland so typischen Sandmagerrasen erhalten. Ebenso sind extensive Landwirtschaftsformen wie Streuobstwiesen hier anzutreffen.
Das gesamte Schutzgebiet ist Teil des Vogelschutzgebietes Südliches Steigerwaldvorland. Es weist, zusammen mit dem im Südwesten angrenzenden Areal Ortlangebiete zwischen Erlach und Ochsenfurt, den bayerischen Verbreitungsschwerpunkt des Ortolans (Emberiza hortulana) auf. Daneben bieten die größeren Waldgebiete Spechten und Neuntötern (Lanius collurio) Lebensraum. Die Freiflächen werden von Rotmilanen (Milvus milvus) und anderen Greifvögeln angeflogen, die hier auch ihre Brutgebiete finden.